# Volkmar von Fürstenfeld

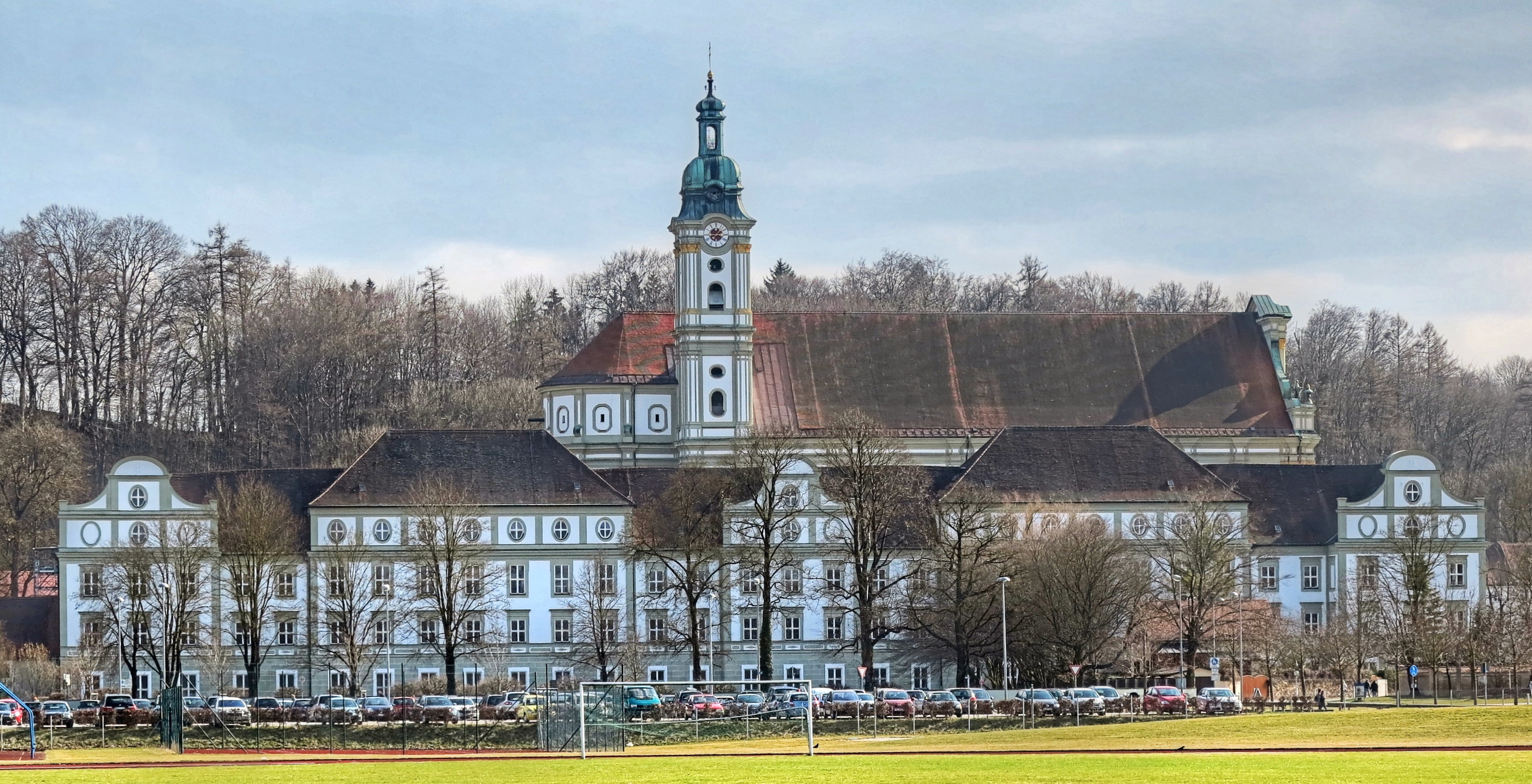
Kloster Fürstenfeld

Volkmar von Fürstenfeld (auch Volckmer) († 1314) war ein Zisterziensermönch und Geschichtsschreiber. Ab 1284 war er Abt des Klosters Fürstenfeld.
Volkmar war Beichtvater des bayerischen Herzogs und Klostergründers Ludwig II. Von ihm stammen bedeutende historische Schriften, so die Chronik der Herzöge von Bayern, das Leben Kaiser Ludwigs IV. und die bayerische Fortsetzung der Sächsischen Weltchronik.